# Senftenbach
Senftenbach è un comune austriaco di 779 abitanti nel distretto di Ried im Innkreis, in Alta Austria.